# 오희
오희(吳熙, 1969년 10월 27일 ~ )는 미국의 대한민국 출신 수학자이다. 동역학계를 연구하며 동역학, 그리고 동역학과 정수론의 연결에 공헌했다. 현재 예일 대학교의 에이브러햄 로빈슨 수학 석좌교수로 재직하고 있다.
전라남도 나주시 공산면에서 5남매 가운데 넷째로 태어났으며, 본관은 나주이다. 1987년에 광주여자고등학교를 졸업하고, 1992년에 서울대학교 자연과학대학 수리과학부에서 학사 학위를, 1997년 예일 대학교에서 박사 학위를 받았다. 박사과정 지도교수는 그리고리 마르굴리스이다. 프린스턴 대학교, 캘리포니아 공과대학교, 브라운 대학교 등의 교수직을 거쳐 예일 대학교 수학과 역사상 최초의 여성 종신교수가 되었다.
2010년 하이데라바드에서 열린 세계 수학자 대회(ICM)에서 초청 강연, 2012년 미국 합동 수학자 총회(AMS-MAA)에서 공동 초청 강연을 하였고,
2012년 미국 수학회(AMS) 초대 펠로우에 선정되었다.
2015년 새터상(Ruth Lyttle Satter Prize),
2017년 구겐하임 펠로십,
2018년 호암상 과학상을 수상하였다.
2021년부터 2023년까지 미국 수학회의 부회장으로 재직했다. 2024년에 미국 예술 과학 아카데미에 입회했다. 필즈상, 아벨상 등의 선정 위원으로도 일한 바 있다.